# Othell Wilson
Coatlen Othell Wilson (Alexandria, Virginia, 26 de octubre de 1961) es un exjugador y exentrenador de baloncesto estadounidense que jugó dos temporadas en la NBA, además de hacerlo en la USBL. Con 1,83 metros de estatura, lo hacía en la posición de base.

## Trayectoria deportiva

### Universidad
Jugó durante tres temporadas con los Cavaliers de la Universidad de Virginia, en las que promedió 11,6 puntos, 3,9 asistencias y 3,0 rebotes por partido, Posee actualmente todos los récords de su universidad en lo que a robos de balón se refiere, en un partido (7), en una temporada (69) y en una carrera completa (222). En 1982 fue incluido, junto a su compañero Ralph Sampson en el mejor quinteto de la Atlantic Coast Conference, y las dos temporadas siguientes en el segundo.

### Profesional
Fue elegido en la trigésimo quinta posición del Draft de la NBA de 1984 por Golden State Warriors, donde jugó una temporada como suplente de Lester Conner, llegando a salir en 23 partidos como titular, en los que promedió 4,4 puntos y 2,9 asistencias. Renovó su contrato por una temporada más, pero antes del comienzo de la misma, fue despedido.
Jugó una temporada con los Wildwood Aces de la USBL, fichando ya una vez comenzada la temporada 1986-87 de la NBA por Sacramento Kings. Allí jugó 53 partidos, en los que promedió 4,0 puntos y 3,9 asistencias, siendo el más completo el que disputó ante Washington Bullets, en el que logró 12 puntos y 9 asistencias.
Tras ser despedido, regresó a los Aces de la USBL, donde jugaría su última temporada como profesional.

### Entrenador
En 2000 fue contratado como entrenador del St. Mary's College de Maryland, pero en abril de ese año fue juzgado por secuestro y violación de una exnovia. A pesar de ser absuelto del crimen, la universidad no le renovó el contrato.

## Estadísticas de su carrera en la NBA

### Temporada regular
| Temporada | Edad | Equipo                | Liga | P   | TIT | MIN  | TC  | TCA | %TC  | 3P  | 3PA | %3P  | TL  | TLA | %TL  | R.OF. | R.DEF. | REB | ASIS | ROB | TAP | PER | FP  | PTS |
| 1984-85   | 23   | Golden State Warriors | NBA  | 74  | 23  | 17.0 | 1.8 | 3.9 | .460 | 0.0 | 0.2 | .188 | 0.7 | 1.0 | .711 | 0.5   | 1.3    | 1.8 | 2.9  | 1.0 | 0.2 | 1.3 | 1.6 | 4.4 |
| 1986-87   | 25   | Sacramento Kings      | NBA  | 53  | 2   | 14.9 | 1.5 | 3.5 | .443 | 0.1 | 0.3 | .167 | 0.8 | 1.0 | .796 | 0.5   | 1.0    | 1.5 | 3.9  | 0.8 | 0.1 | 1.5 | 1.3 | 4.0 |
| Total     |      |                       | NBA  | 127 | 25  | 16.1 | 1.7 | 3.7 | .454 | 0.0 | 0.3 | .176 | 0.8 | 1.0 | .746 | 0.5   | 1.2    | 1.7 | 3.3  | 0.9 | 0.1 | 1.4 | 1.5 | 4.2 |